# Georges Friedel
Georges Friedel, född 19 juli 1865 i Mulhouse, död 11 december 1933 i Strasbourg, var en fransk mineralog.
Georges Friedel var son till mineralogen och kemisten Charles Friedel. Han utexaminerades 1891 som bergsingenjör vid École des mines, blev lärare vid bergsskolan i Saint-Étienne och 1907 direktör för densamma och var 1919–1930 professor i mineralogi och kristallografi samt direktör för geologiska institutet vid universitetet i Strasbourg. Friedels arbeten omfattar mineralogi och kristallografi, geologi och petrografi.